# John Wain
John Barrington Wain (Stoke-on-Trent, 14 marzo 1925 – Oxford, 24 maggio 1994) è stato uno scrittore britannico.
Docente alla Oxford University dal 1973 al 1978 ed esponente degli Angry Young Men, fu autore di celebri romanzi quali Giù con la vita (1953), Un suicidio da non sprecare (1955), Il cielo più piccolo (1967) e della raccolta Poesie (1981).